# Arboretum du Col du Las
El Arboreto del puerto de montaña de Las (en francés: Arboretum du col du Las, también conocido como Arboretum du col du Las et sentier botanique du Belfays) es un arboreto de tres hectáreas de extensión, que se encuentra en el Col du Las al noreste de la comunidad de La Grande-Fosse, Francia.

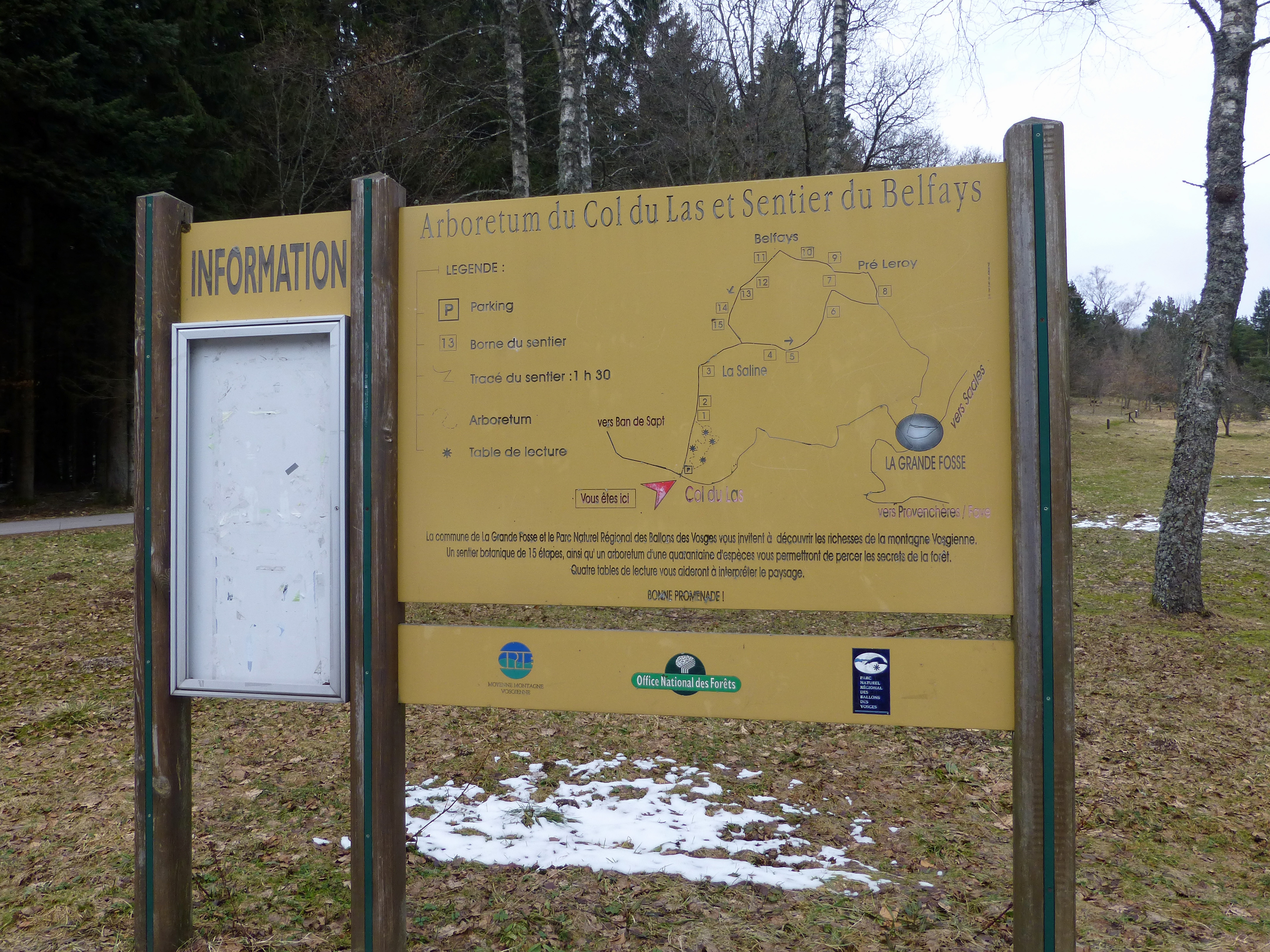
Panel informativo del "Col du Las".

## Localización
Está situado en el borde de la carretera "route départementel D-2" en el col de Las que permite franquear un pequeño cañón de la cadena montañosa de los Vosgos entre La Grande-Fosse y Ban-de-Sapt.
Planos y vistas satelitales.48°20′14″N 7°03′09″E / 48.33722, 7.05250
- Altitud: 702 m s. n. m.;
- Días lluviosos: Promedio de 200 días de precipitaciones al año;
- Nieve: 112 días de cobertura de nieve;
- Promedio Anual de Precipitaciones: 1 900 mm,
- Temperatura media: 10,5 °C.

## Historia
El Col du Las fue teatro de operaciones militares durante la Primera y la Segunda Guerra Mundial.
Actualmente está dotado de un arboretum y de un sendero botánico.

## Colecciones

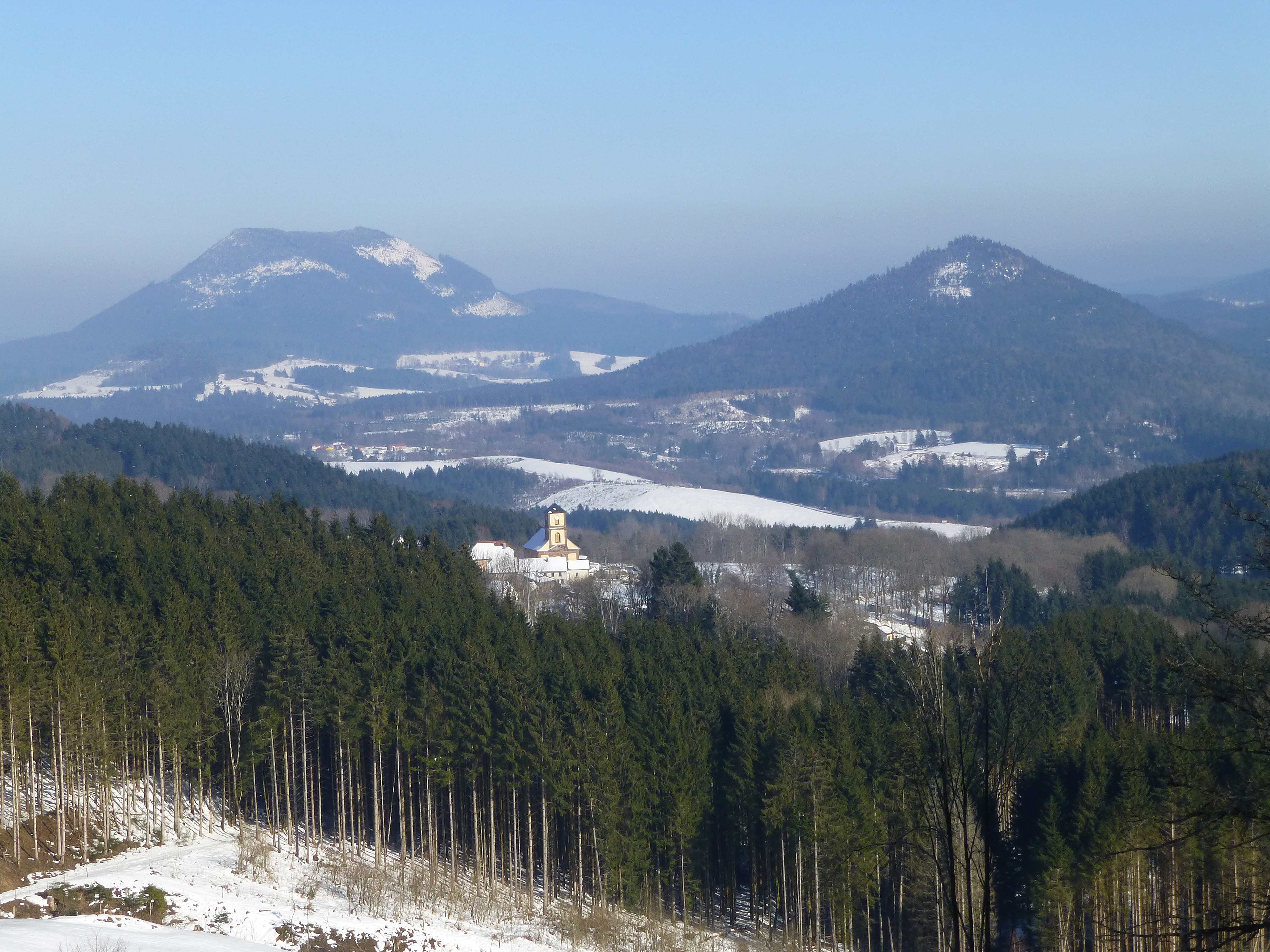
Vista de Climont-Voyemont-La Grande-Fosse.

Los suelos pobres y los factores climáticos desfavorables explican la preponderancia de la coníferas, principalmente el abeto (Abies alba), sino también por la acción del hombre. 
El tipo de bosque instalado después de la Edad de Hielo fue el hayedo-abetal con su sotobosque floral y de arbustos aún presente en la zona: serbal, mostajo, acebo, espino cerval, digitalis purpurea, epilobios, mirtos, helecho águila, brezos, etc.
La plantación de abetos de Nordmann después de la Segunda Guerra Mundial, fue pensada inicialmente para ocultar los estragos del conflicto. 
El arboreto contiene cerca de 100 árboles regionales y arbustos plantados a lo largo de un sendero botánico con vistas al paisaje del "Massif du Donon". 